# Rational Software
Rational Software là một công ty phát triển phần mềm độc lập cho đến năm 2003, khi được mua bởi IBM. Hầu hết các sản phẩm của công ty này liên quan đến việc mô hình hóa và trợ giúp phát triển phần mềm và duy trì các phần mềm đó.

## Lịch sử
Rational Software được thành lập bởi Paul Levy và Mike Devlin vào năm 1980/1981 như là một nhà phát triển các công cụ phát triển phần mềm.
Vì Rational rơi vào khó khăn về tài chính, IBM đã mua nó vào tháng 2 năm 2003, sau khi sáp nhập với IBM Software Group Division khi nó trở thành chi nhánh thứ năm, nối tiếp sau Websphere, Tivoli, DB2 và Lotus.

## Các sản phẩm Rational

### Rose
Rose, một chương trình phần mềm mô hình hóa, được tạo ra bởi một số kỹ sư trước đó tại GE, Waukesha, Wisconsin. Sau khi Rational có được sản phẩm này, nó được di chuyển đến phát triển tại California.
Rational đã phát triển và duy trì Rose, sau đó được gọi là Rational Rose, như là một sản phẩm hàng đầu.